# 那須史明
那須 史明（なす・ふみあき、1977年〈昭和52年〉9月24日 - ）は、岐阜バスケットボール株式会社代表取締役社長。
ケーブルテレビ局の元サラリーマン。岐阜愛を公言する。日本のプロバスケットボールチーム岐阜スゥープス代表。
岐阜県美濃市出身。

## 略歴
名古屋経済大学卒業後、ケーブルテレビ局のイッツ・コミュニケーションズ株式会社に入社。
その後ケーブルテレビ局のシーシーエヌ株式会社にUターン転職。
部署異動を経て以降スポーツ中継のアナウンサー、サラリーマン業を超え民放のバラエティ番組に出演など活動するようになる。

## サラリーマンからプロバスケットボールチーム代表
アマチュアクラブとして設立され岐阜県初のプロバスケットボールチームになった岐阜スゥープス。
やがてケーブルテレビ局で番組が放送される。
同時に岐阜スゥープスの番組に関わり出演して注目される。
今や岐阜愛を公言するの第一人者としてバスケットボール界に知られている。